# 덴마크 여자 핸드볼 국가대표팀
덴마크 여자 핸드볼 국가대표팀(덴마크어: Danmarks håndboldlandshol for damer)은 덴마크를 대표하여 국제 경기에 참가하는 여자 핸드볼 국가대표팀이다. 덴마크 핸드볼 연합이 운영하고 있다. 

## 역대 성적

### 올림픽
- 1976년 - 본선 진출 실패
- 1980년 - 본선 진출 실패
- 1984년 - 본선 진출 실패
- 1988년 - 본선 진출 실패
- 1992년 - 본선 진출 실패
- 1996년 - 금메달
- 2000년 - 금메달
- 2004년 - 금메달
- 2008년 - 본선 진출 실패
- 2012년 - 9위
- 2016년 - 본선 진출 실패
- 2020년 - 본선 진출 실패
- 2024년 - 본선 진출